# Janvier 1847

## Événements
- Alexandre Herzen quitte la Russie.

- 11 janvier, France : ouverture de la session parlementaire.

- 13 janvier - 14 janvier, France : émeutes paysannes à Buzançais. Un propriétaire tue un émeutier et est mis à mort par la foule.

- 18 janvier, France : au cours d'un bal, incendie, rue d'Astorg, chez la duchesse de Galliera.

- 25 janvier, France : Tempête

- 29 janvier - 20 février, France : Mademoiselle Irnois, nouvelle de Gobineau, paraît dans Le National.

## Naissances
- 11 janvier :
  - Ormond Stone (mort le 17 janvier 1933), astronome, mathématicien et professeur américain
  - Petrus Jacobus Franciscus Vermeulen (mort le 9 octobre 1913), homme politique néerlandais
- 21 janvier : Joseph Achille Le Bel (mort en 1930), chimiste français.
- 27 janvier : Henry Scott Holland (mort le 17 mars 1918), théologien et écrivain britannique.

## Décès
- 6 janvier : Joseph Abrahamson, officier et pédagogue danois (° 6 décembre 1789).
- 11 janvier : Pierre-Marie Taillepied de Bondy (né le 7 octobre 1766), homme politique français